# Gawriił Didenko
Gawriił Własowicz Didenko (ros. Гавриил Власович Диденко, ur. 30 maja?/12 czerwca 1908 w Gorłówce, zm. 25 stycznia 1970 w Leningradzie) – radziecki lotnik wojskowy, major, Bohater Związku Radzieckiego (1946).

## Życiorys
Urodził się w ukraińskiej rodzinie robotniczej. W 1930 skończył technikum rolnicze w Rostowie nad Donem i został powołany do armii, został żołnierzem 41 pułku piechoty, ukończył pułkową szkołę młodszych dowódców i otrzymał stopień starszyny. W 1932 ukończył wojskową teoretyczną szkołę lotników w Leningradzie, a w 1933 wojskową szkołę pilotów w Engelsie, po czym został młodszym lotnikiem 1 eskadry bombowców lekkich w Leningradzkim Okręgu Wojskowym, następnie pilotem-instruktorem 1 Brygady Bombowców Ciężkich i dowódcą klucza 38 pułku lotnictwa myśliwskiego. Od września 1939 do maja 1940 był wojskowym komisarzem eskadry 7 pułku lotnictwa myśliwskiego w Leningradzkim Okręgu Wojskowym, uczestniczył w wojnie z Finlandią, w której strącił osobiście 2 i w grupie 1 samolot wroga; został za to odznaczony orderem. Od maja do listopada 1940 był komisarzem 14 samodzielnej eskadry Północnokaukaskiego Okręgu Wojskowego, potem dowódcą eskadry 154 pułku lotnictwa myśliwskiego, od czerwca 1941 brał udział w wojnie z Niemcami, walcząc na Froncie Północnym/Leningradzkim i biorąc udział w obronie Leningradu. W grudniu 1941 w walce powietrznej został zestrzelony i leczył się do lutego 1942, po czym skierowano do na Front Krymski jako nawigator 175 pułku lotnictwa myśliwskiego, podczas walk na Półwyspie Kerczeńskim został ranny i wyskoczył na spadochronie z płonącego samolotu. Po wyleczeniu w sierpniu 1942 został skierowany na Front Stalingradzki jako dowódca grupy myśliwców i następnie dowódca 652 pułku lotnictwa myśliwskiego 102 Dywizji Myśliwskiej Obrony Przeciwlotniczej, potem 126 Dywizji Myśliwskiej Obrony Przeciwlotniczej, od stycznia do kwietnia 1943 walczył na tym stanowisku na Froncie Zakaukaskim.
Od kwietnia do września 1943 dowodził 907 pułkiem lotnictwa myśliwskiego specjalnego przeznaczenia 9 Korpusu Lotnictwa Myśliwskiego Obrony Przeciwlotniczej, od czerwca 1943 będącego w składzie Frontu Zachodniego Obrony Przeciwlotniczej, od września 1943 do kwietnia 1944 dowodził 959 pułkiem lotnictwa myśliwskiego 147 Dywizji Myśliwskiej w składzie rybińsko-jarosławskiego dywizyjnego rejonu Frontu Zachodniego Obrony Przeciwlotniczej. Od maja do października 1944 był zastępcą dowódcy 2 gwardyjskiego pułku lotnictwa myśliwskiego 322 Dywizji Lotnictwa Myśliwskiego 1 Armii Powietrznej (od czerwca do września 1944 wchodzącej w skład 3 Frontu Białoruskiego), biorąc udział w operacji białoruskiej (w tym witebsko-orszańskiej, mińskiej, wileńskiej i kowieńskiej), w październiku 1944 mianowano go dowódcą 482 pułku lotnictwa myśliwskiego 322 Dywizji Lotnictwa Myśliwskiego, którym dowodził do końca wojny; od listopada 1944 do maja 1945 walczył na 1 Froncie Ukraińskim w składzie 2 Armii Powietrznej. Uczestniczył w operacji sandomiersko-śląskiej, dolnośląskiej, górnośląskiej, berlińskiej i praskiej. Do 26 lutego 1945 wykonał 365 lotów bojowych i stoczył 80 walk powietrznych, w których strącił osobiście 22 i w grupie 37 samolotów wroga. Łącznie do końca wojny wykonał ok. 400 lotów bojowych i brał udział w 90 walkach powietrznych, w których strącił osobiście do 26 samolotów wroga. W 1946 został zwolniony do rezerwy.

## Odznaczenia
- Złota Gwiazda Bohatera Związku Radzieckiego (10 kwietnia 1945)
- Order Lenina (dwukrotnie, 3 grudnia 1941 i 10 kwietnia 1945)
- Order Czerwonego Sztandaru (dwukrotnie, 1940 i 22 lipca 1941)

I medale.